# Курт Бемер
Курт Бемер (Бьомер) (нім. Kurt Böhmer; 31 грудня 1892, Магдебург, Німецька імперія — 1 жовтня 1944, Вентспілс, Латвійська РСР) — німецький офіцер, контр-адмірал крігсмаріне. Кавалер Лицарського хреста Залізного хреста.

## Біографія
Син аптекаря Вільгельма Роберта Бемера і його дружини Еммі Елізи Пауліни, уродженої Шеєр.
В 1914 році вступив на службу кадетом у кайзерліхмаріне. Учасник Першої світової війни, служив вахтовим офіцером на підводних човнах SM U 17 і SM U 22. Після війни продовжив службу в рейхсвері. В 1926 році одружився в Кілі.
З 21 липня 1937 по 21 січня 1940 року — перший офіцер важкого крейсера «Адмірал Шеєр». З 22 січня по 31 травня 1940 року — командир спецпідрозділу «Нордзее». З 1 червня по 15 жовтня 1940 року — начальник штабу командувача флоту в Північному морі. З 16 жовтня 1940 по 19 травня 1942 року — командир з'єднання мінних тральщиків «Північ». З 20 травня 1942 по 16 червня 1944 року — командир з'єднання мінних тральщиків «Схід». З 17 червня по 1 жовтня 1944 року — командир 9-ї охоронної дивізії.
1 жовтня 1944 року під час полювання Бемер був убитий партизанами разом із трьома лісниками, які його супроводжували. Його могила була знищена радянською владою і, станом на 2018 рік, досі не знайдена.

## Звання
- Зее-кадет (1 квітня 1914)
- Фенріх-цур-зее (23 грудня 1914)
- Лейтенант-цур-зее (13 липня 1916)
- Обер-лейтенант-цур-зее (28 вересня 1920)
- Капітан-лейтенант (1 квітня 1927)
- Корветтен-капітан (1 липня 1934)
- Фрегаттен-капітан (1 жовтня 1937)
- Капітан-цур-зее (1 серпня 1939)
- Комодор (10 квітня 1942)
- Контр-адмірал (1 лютого 1943)

## Нагороди

### Перша світова війна
- Залізний хрест 2-го класу (6 січня 1916)
- Нагрудний знак підводника

### Міжвоєнний період
- Почесний хрест ветерана війни з мечами
- Медаль «За вислугу років у Вермахті»
  - 4-го, 3-го і 2-го класу (18 років) (2 жовтня 1936) — отримав 3 медалі одночасно.
  - 1-го класу (25 років) (1 квітня 1939)
- Командор ордена Медауйя (Іспанське Марокко) (13 травня 1938)
- Медаль «За Іспанську кампанію» (Іспанія)
- Іспанський хрест в сріблі (6 червня 1939)

### Друга світова війна
- Медаль «У пам'ять 22 березня 1939 року» (26 жовтня 1939)
- Застібка до Залізного хреста 2-го класу (17 квітня 1940)
- Залізний хрест 1-го класу (21 квітня 1940)
- Лицарський хрест Залізного хреста (6 жовтня 1940)
- Нагрудний знак мінних тральщиків (17 січня 1941)
- Почесний кинджал крігсмаріне (31 серпня 1942)
- Орден Хреста Свободи 1-го класу з мечами (Фінляндія) (10 жовтня 1942)